# Månfrörankeväxter
Månfrörankeväxter (Menispermaceae) är en familj av tvåhjärtbladiga växter. Månfrörankeväxter ingår i ranunkelordningen. Enligt Catalogue of Life omfattar familjen Menispermaceae 555 arter. 
De flesta arterna förekommer i tropikerna eller subtropikerna. Endast ett fåtal arter hittas i tempererade regioner, som några medlemmar av släktena Menispermum och Cocculus.

## Bildgalleri

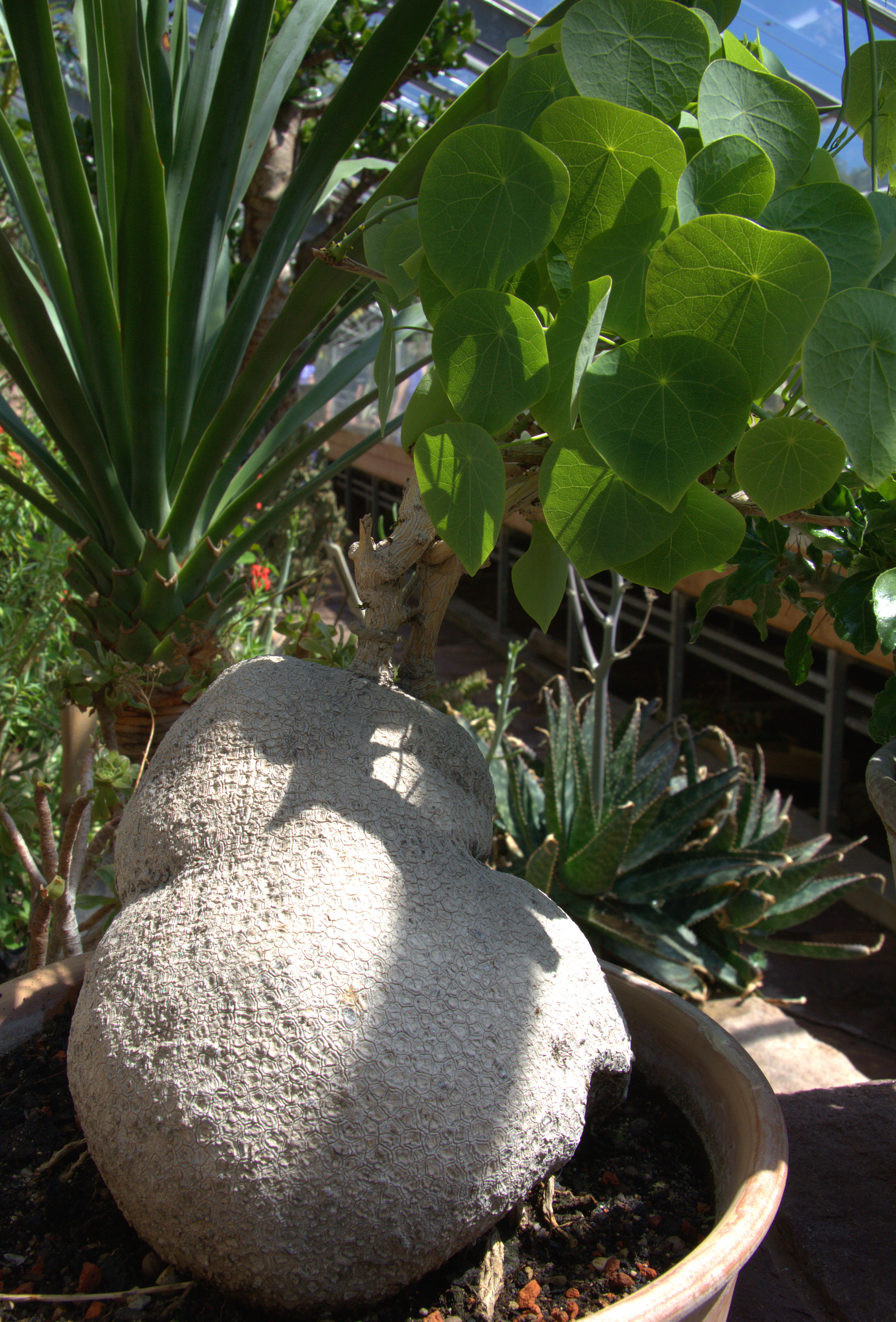
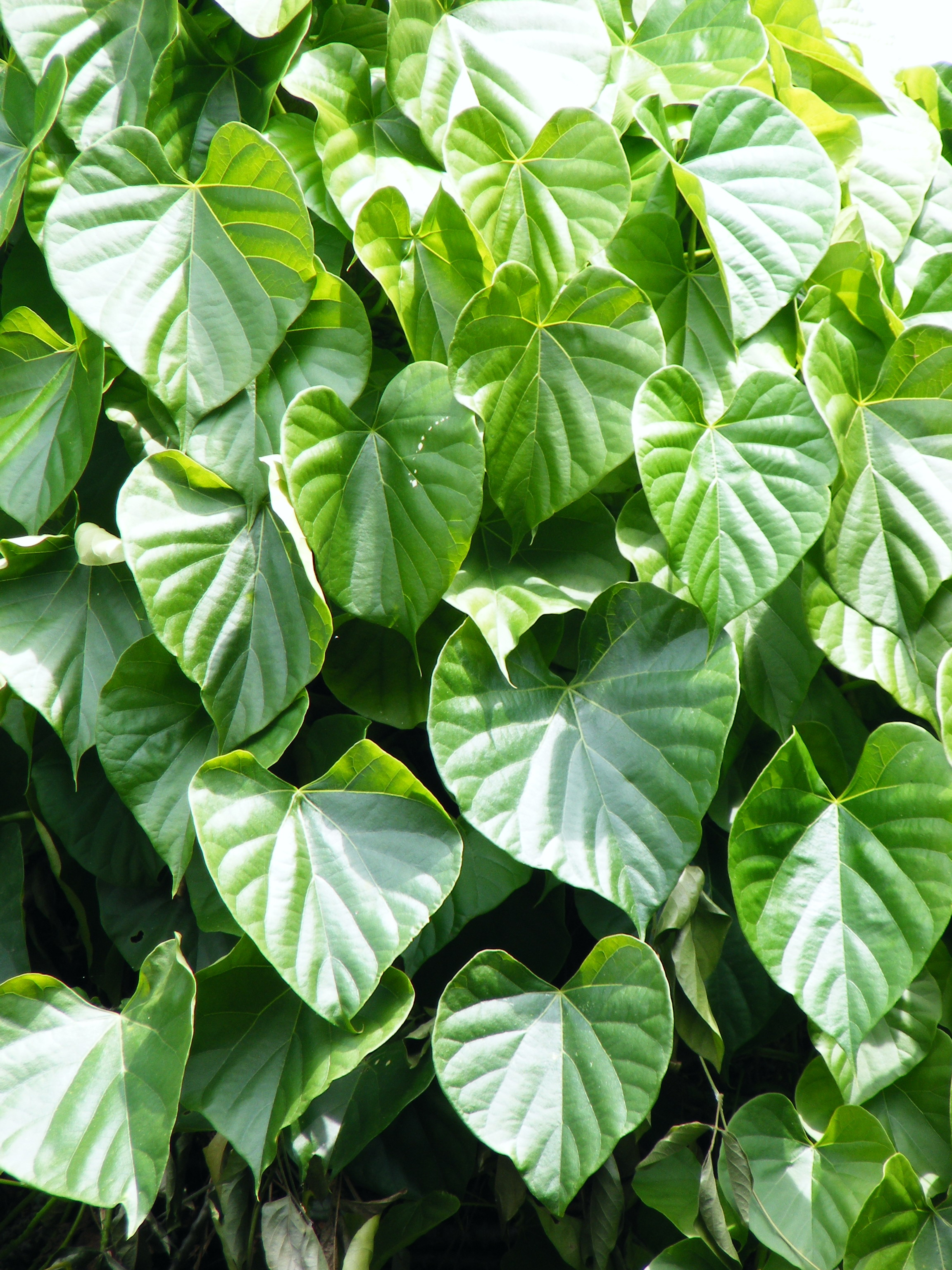
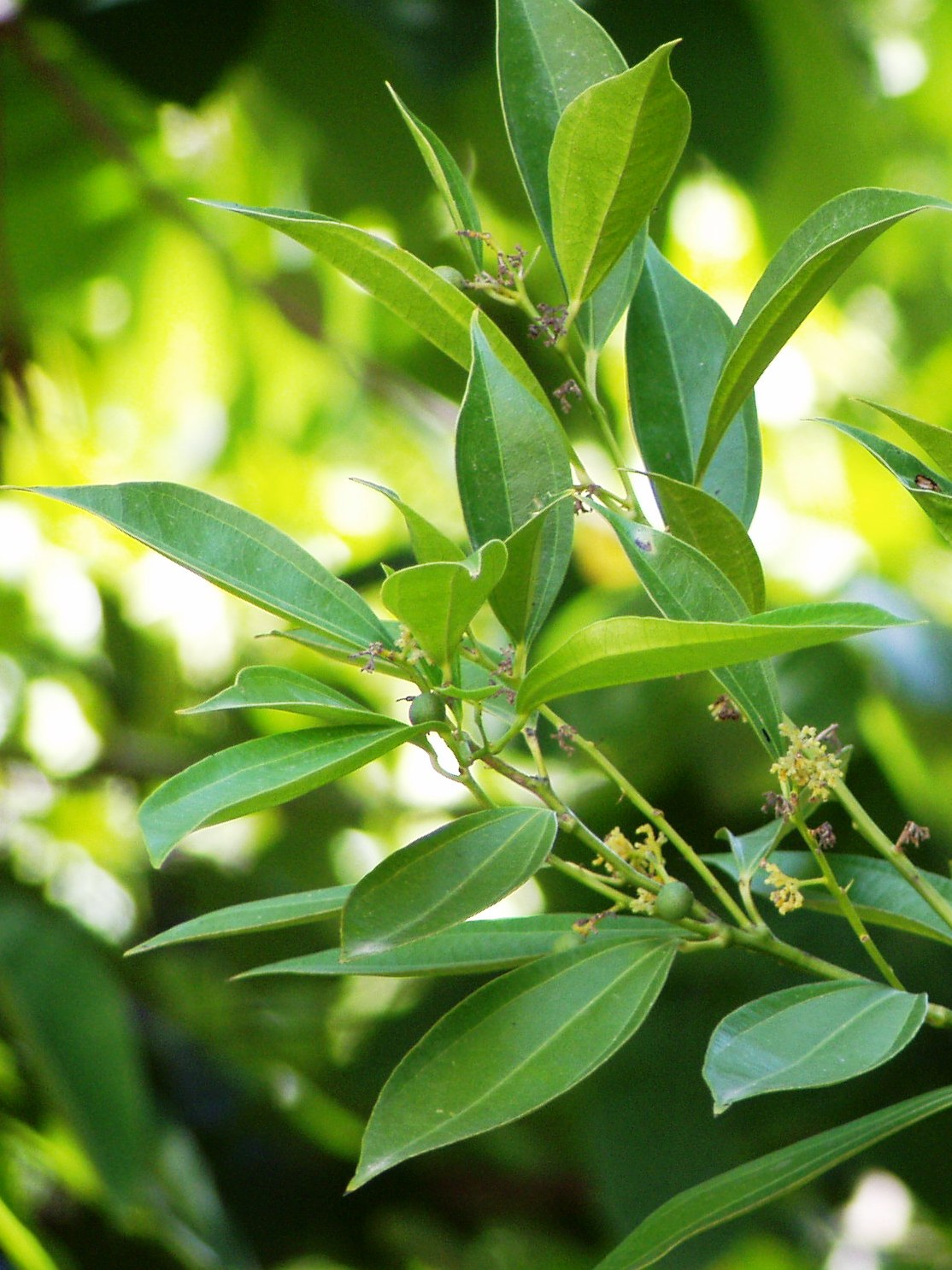
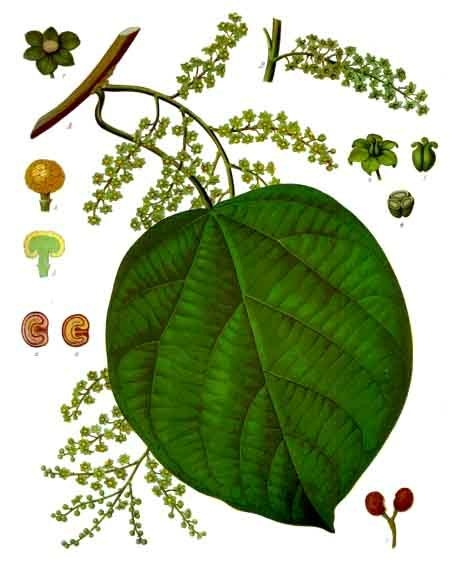
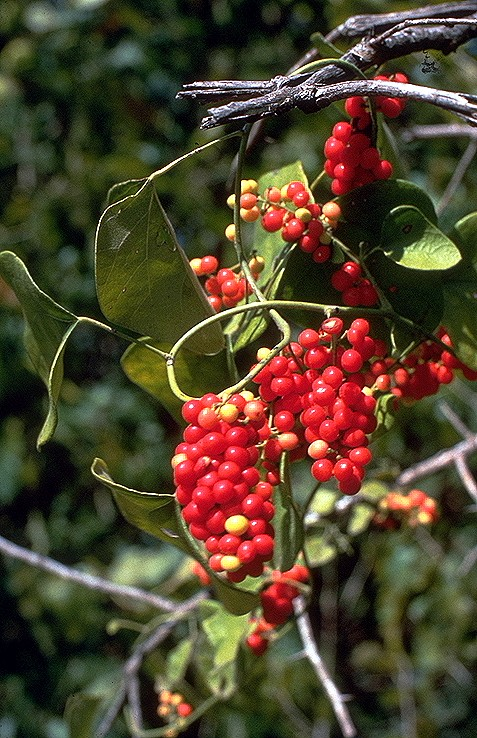

## Dottertaxa till månfrörankeväxter, i alfabetisk ordning[2]
- Abuta
- Albertisia
- Anamirta
- Anisocycla
- Anomospermum
- Antizoma
- Arcangelisia
- Aspidocarya
- Beirnaertia
- Borismene
- Burasaia
- Calycocarpum
- Carronia
- Caryomene
- Chasmanthera
- Chlaenandra
- Chondodendron
- Cissampelos
- Cocculus
- Coscinium
- Curarea
- Cyclea
- Dialytheca
- Dioscoreophyllum
- Diploclisia
- Disciphania
- Elephantomene
- Eleutharrhena
- Elissarrhena
- Fibraurea
- Haematocarpus
- Hyperbaena
- Hypserpa
- Jateorhiza
- Kolobopetalum
- Legnephora
- Leichhardtia
- Leptoterantha
- Limacia
- Limaciopsis
- Macrococculus
- Menispermum
- Odontocarya
- Orthogynium
- Orthomene
- Pachygone
- Parabaena
- Parapachygone
- Penianthus
- Pericampylus
- Perichasma
- Platytinospora
- Pleogyne
- Pycnarrhena
- Rhaptonema
- Rhigiocarya
- Sarcolophium
- Sarcopetalum
- Sciadotenia
- Sinomenium
- Sphenocentrum
- Spirospermum
- Stephania
- Strychnopsis
- Synclisia
- Syntriandrum
- Syrrhonema
- Telitoxicum
- Tiliacora
- Tinomiscium
- Tinospora
- Triclisia
- Ungulipetalum
- Zenkerophytum